# 曼通镇区
曼通镇区是缅甸掸邦德昂自治区下辖的一个镇区，治所位于曼通。